# 가족연애사
《가족연애사》는 2005년 12월 9일부터 2005년 12월 30일까지 OCN에서 방영된 TV 영화이다.

## 줄거리
아빠는 이모와 사랑에 빠지고, 엄마는 낯선 남자를 만나 자신 안에 숨겨져 있던 여성성을 발견하고, 큰딸은 동생의 애인들과 부적절한 관계를 맺고, 막내딸은 원 나이트 스탠드를 즐기는 등 각자의 발칙한 연애담.

## 등장 인물

### 주요 인물
- 최종원 : 세 자매의 아버지 역
- 이경표 : 세 자매의 어머니 역 - 벤처기업 사장
- 이매리 : 선주 역 - 맏딸
- 추자현 : 선아 역 - 둘째 딸
- 홍민희 : 선영 역 - 막내 딸
- 안승훈

### 그 외 인물
- 홍석천